# Las Bodegas
Las Bodegas är en ort i Mexiko.   Den ligger i kommunen Palizada och delstaten Campeche, i den sydöstra delen av landet, 800 km öster om huvudstaden Mexico City. Las Bodegas ligger 1 meter över havet och antalet invånare är 178.
Terrängen runt Las Bodegas är mycket platt. Runt Las Bodegas är det mycket glesbefolkat, med 3 invånare per kvadratkilometer. Närmaste större samhälle är Palizada, 8,6 km väster om Las Bodegas. Trakten runt Las Bodegas består till största delen av jordbruksmark.